# Qodman
Qodman è un comune dell'Azerbaigian situato nel distretto di Masallı. Conta una popolazione di 1 066 abitanti.